# Ladj Ly
Ladj Ly (/ladʒ li/) (Roubaix, 3 de gener de 1978) és un director de cinema i guionista francès. Va guanyar el Premi del Jurat al Festival de Canes per haver dirigit la pel·lícula Les Misérables el 2019.

## Dades biogràfiques
De pares d'origen malià, va créixer a Montfermeil, al districte de Bosquets. Apassionat pel vídeo, va seguir un entrenament multimèdia i va gravar les seves primeres pel·lícules en el seu veïnat amb els seus amics Kim Chapiron, Romain Gavras i JR, al col·lectiu Kourtrajmé.
Va dirigir les seves primeres pel·lícules, sobretot per a Oxmo Puccino, i els seus primers documentals, 365 jours à Clichy-Montfermeil, filmat després dels disturbis del 2005 a França; el curtmetratge Go Fast Connexion; i 365 jours au Mali.
El 2011, Ly fou condemnat a tres anys de presó per segrest i detenció il·legal. El 2012 la sentència es va reduir en apel·lació a dos anys de presó i a un any de condemna suspesa.
Les Misérables va ser la primera pel·lícula no documental que va dirigir. La pel·lícula va rebre molts premis, sobretot al Festival Internacional de Curtmetratges de Clermont-Ferrand i una nominació al César al millor curtmetratge el 2018. El mateix any va ser nominat al César a la millor pel·lícula documental per À voix haute: La Force de la parole amb Stéphane de Freitas.
El 2018 a Montfermeil, Ly va crear una escola de cinema lliure, anomenada "L'école Kourtrajmé".

## Filmografia

### Com a director
- 2007: 365 jours à Clichy-Montfermeil
- 2014: 365 jours au Mali, amb Saïd Belktibia[12]
- 2016: À voix haute: La Force de la parole (versió televisada)[13][14] codirigida amb Stéphane de Freitas
- 2017: À voix haute: La Force de la parole (versió per cinema - 109 min), amb Stéphane de Freitas
- 2017: Chroniques de Clichy-Montfermeil, codirigida amb JR[15]
- 2008: Go Fast Connexion, curtmetratge[16]
- 2017: Les Misérables, curtmetratge
- 2019: Les Misérables
- 2023: Bâtiment 5

### Actor
- 2006: Sheitan de Kim Chapiron: Ladj
- 2010: Notre jour viendra de Romain Gavras: el jove del vídeoxat
- 2018: Le Monde est à toi de Romain Gavras: Paoudré
- 2019: Sakho & Mangane de Jean-Luc Herbulot (sèrie de televisió): Victor

## Reconeixement
- Premis César
  - 2018 - Millor curtmetratge per Les Misérables (nominat)
  - 2018 - Millor documental per À voix haute: La Force de la parole (nominat)
- Premis del Cinema Europeu
  - 2019 - Millor pel·lícula europea per Les Misérables (nominat)
  - 2019 - Millor guió per Les Misérables (nominat)
  - 2019 - Millor descobriment europeu per Les Misérables (guanyador)
- Premis Independent Spirit
  - 2020 - Millor pel·lícula internacional per Les Misérables (nominat)
- Premis Goya
  - 2020 - Millor pel·lícula europea per Les Misérables (nominat)
- Festival de Cinema de Jerusalem
  - 2020 - Millor pel·lícula internacional per Les Misérables (guanyador)